# Raïon de Glazov
Le Raïon de Glazov (russe : Во́ткинский райо́н; oudmourte : Вотка ёрос) est un raion de la république d'Oudmourtie en Russie.

## Présentation
Le raïon est institué en 1926.

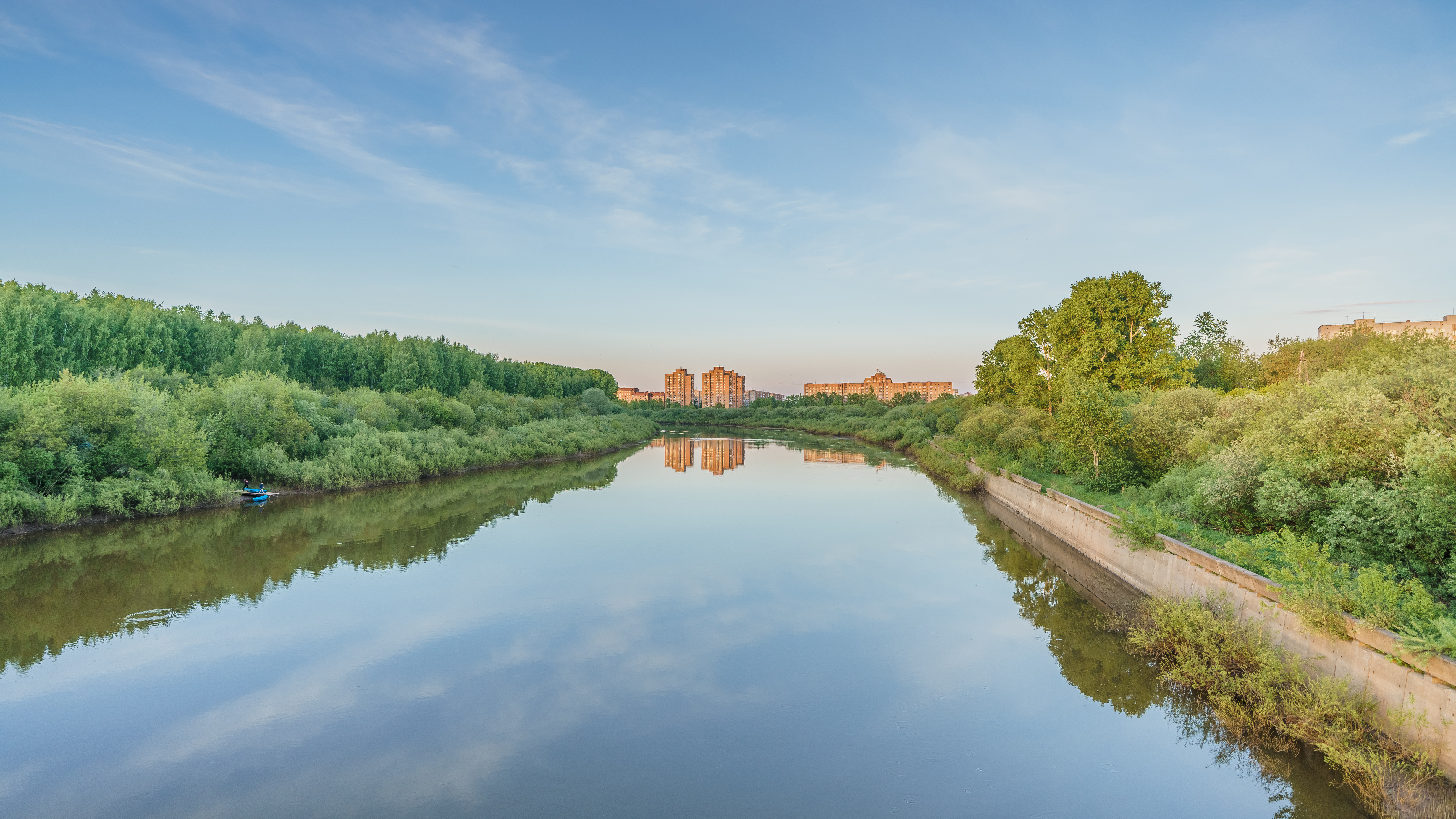
La rivière Tcheptsa.

Son centre administratif est la ville de Glazov qui cependant n'appartient pas administrativement au raïon.
Sa superficie est de 2 159,7 km2 et sa population est de 17 132 habitants (en 2010).